# ما بعد الهيمنة
ما بعد الهيمنة أو بعد الهيمنة هو مفهوم يخصص فترة أو حالة تنتهي خلالها آلية الهيمنة باعتبارها المبدأ المنظم لـ النظام الاجتماعي القومي أو ما بعد القومي، أو المنظم للعلاقات بين وخلال الدول القومية في النظام العالمي. ولهذا المفهوم معانٍ مختلفة في مجالات نظرية السياسة والدراسات الثقافية والعلاقات الدولية.

## في الدراسات الثقافية
لقد وضع مبدأ ما بعد الهيمنة في مجال الدراسات الثقافية مجموعة من النقاد التي تتناول أعمالهم استخدام نظرية الهيمنة الثقافية وتنتقدها في كتابات إيرنستو لاكلاو وفي دراسات التابع. وكان جورج يوديس من أوائل المعلقين الذي لخصوا خلفية ظهور هذا المبدأ في عام 1995:
إن التحول إلى ما بعد نظرية الفورديزم والتغيرات الأخرى في وسائل الإنتاج [...] تتوافق مع حالة الضعف الخطابي
في الخطاب القومي وأجهزة الدولة، لا سيما الأجهزة التربوية و«التعليمية». ولا يعني هذا أن الدولة نفسها قد أصابها الضعف؛ بل عادت الدولة إلى وضعها السابق لتتكيف مع أنماط التنظيم الجديدة وتراكم رأس المال. فالتراكم المرن وثقافة الاستهلاك و«نظام المعلومات العالمي الجديد» هي عوامل تم إنتاجها أو توزيعها على الصعيد العالمي (جُعلت تتدفق) بحيث تحتل فضاء الدولة، ولكن لم تعد تلك العوامل «مدفوعة» بأية روابط أساسية بالدولة، مثلما هو متجسد في التشكل «الشائع قوميًا». فدوافعهم دون الدولة أو فوق الدولة. فيمكننا أن نقول إن حالة ما بعد الهيمنة تستمر من منظور السمو الوطني. ومن ثم فإن «الحل الوسط» الذي قدمته الثقافة لغرامشي ليس هو الحل الذي يرتبط الآن بالمستوى الوطني بل يرتبط بالمستوى المحلي والعابر للدول. وبدلاً من ذلك، تعمل «أيديولوجية ثقافة الاستهلاكية» على تطبيع الرأسمالية العالمية في أي مكان.
يرتبط مفهوم ما بعد الهيمنة ببروز «الأكثرية» كقوة اجتماعية لا يمكن احتواؤها ضمن الهيمنة، بخلاف «الشعب»، إلى جانب أدوار التأثير والخلقة في آليات التحكم الاجتماعي والوكالة. ولقد تأثر مصطلح ما بعد الهيمنة وما يرتبط به من مصطلحات بأعمال جيل دولوز وفيليكس جوتاري وبيير بورديو ومايكل هاردت وأنطونيو نيجري حول القوى فوق الوطنية ودون الوطنية والتي يُقال إنها قد جعلت الأشكال الشائعة قوميًا للقهر والتوافق أشكالاً بالية ومن خلال ذلك، يرى أنطونيو غرامشي، أنها أسست للهيمنة وشكلت المجتمع.
تتوافق سمات ما بعد الهيمنة إلى حد بعيد مع سمات ما بعد الحداثة. وبهذا ترى نظرية ما بعد الهيمنة أن الأيديولوجية لم تعد هي القوة المحركة السياسية في آليات التحكم الاجتماعي، وأن النظرية الحديثة للهيمنة التي تعتمد على الأيديولوجية لم تعد تعكس النظام الاجتماعي بشكل دقيق. ويقول بعض المعلقين أيضًا إن التاريخ ليس، كما وصفه كارل ماركس، صراع الطبقات الاجتماعية، بل بالأحرى هو «صراع لإنشاء طبقات اجتماعية».
يتوافق مبدأ ما بعد الهيمنة أيضًا مع أعمال المنظرين ما بعد ميشيل فوكو مثل جيورجيو أجامبن. ولقد كتب نيكولاس ثوبورن، اعتمادًا على مناقشة أجامين حول «حالة الاستثناء» أن «يحتمل أن إعادة ضبط العلاقة بين القانون والأزمات الاقتصادية والعسكرية السياسية والتدخلات التي تنشأ في حالة الاستثناء تنذر بأن زمن الهيمنة قد ولى.»

## النقد
من بين الانتقادات التي وجهت لنظرية ما بعد الهيمنة انتقادات ريتشارد جونسون بأنها تنطوي على «انخفاض ملحوظ في التعقيد الاجتماعي.» واستنتج جونسون أن «الإنجاز المعتبر» لمشروع ما بعد الهيمنة«هو جمع العديد من ميزات ما بعد هجمات الحادي عشر من سبتمبر في صورة تخيلية واحدة، والتي تحلل أيضًا مختلف الاتجاهات في النظرية الاجتماعية المعاصرة.» ولكنه يقول إنه «من الغريب أن النتيجة هي نهاية الهيمنة بدلاً من أن تكون ميلاد قوة مهيمنة جديدة.» ومن ثم فهو يدعو إلى إعادة إحياء مفهوم الهيمنة بدلاً من التخلي عنه.